# Doble vida (álbum)
Doble vida es el cuarto álbum de estudio de la banda de rock latino Soda Stereo, lanzado al mercado el 15 de septiembre de 1988 por Sony Music Latin (antes CBS) en Argentina. Producido por Carlos Alomar, este fue el segundo de los únicos 2 álbumes de Soda Stereo producidos por alguien fuera del grupo musical, siendo el otro Soda Stereo, el álbum debut, que fuera producido por Federico Moura de Virus.
El grupo comenzó a preparar las canciones de Doble vida en marzo del año 1988. Ya en ese entonces el grupo era el más importante del pop/rock latinoamericano. Al poco tiempo Gustavo Cerati decidió contratar como productor artístico a Carlos Alomar; un músico, compositor y productor de entre los más influyentes en Estados Unidos. Carlos Alomar preparó un estructurado y novedoso proceso de creación del álbum a la manera de los trabajos estadounidenses, distinto a lo que se había visto hasta ese entonces en la música de Latinoamérica. Convocó a principios de junio al grupo musical para grabarlo en Nueva York, siendo este uno de los primeros álbumes de rock de Latinoamérica de la historia en ser grabados en Estados Unidos. Finalmente luego de poco más de un mes, Doble vida fue presentado el 7 de julio en el club The Tunnel de Nueva York, y lanzado el 15 de septiembre.
Doble vida marcó el fin de la primera etapa de Soda Stereo, que consistía en una imagen exótica, y abrió camino a la madurez de la banda. Además, fue en el transcurso de la gira de promoción que decidieron renunciar a Ohanian Producciones y crear su empresa propia, Triple Producciones, con la que editarían trabajos en el futuro. La experiencia de vivir en una ciudad como Nueva York y la producción artística de Carlos Alomar produjeron un álbum diferente a los anteriores de la banda. Doble vida en particular está cargado de una fuerte influencia de la música afroamericana, con una marcada presencia en particular del funk, y también toques de soul, disco, R&B, y hasta un rap en la canción «En el borde». 
El álbum les permitió conquistar el mercado de Estados Unidos, siendo Soda Stereo la primera banda de Latinoamérica de la historia en lograrlo. La gira, que abarcó todo el continente americano, llegó incluso al histórico Hollywood Palace de Los Ángeles (luego llamado Avalon Hollywood). Durante el transcurso de la misma se produjo el hito de ser premiados por la discográfica CBS, por haber vendido más de 1 millón de copias.
De este álbum, el ranking de las 500 mejores canciones del rock iberoamericano por Al Borde en 2006 premió la exitosa canción titulada «En la ciudad de la furia» (46°), el de las 100 mejores canciones del rock argentino por la Rolling Stone Argentina y MTV en 2002 la premió con el 48°, y el de los 10 mejores videoclips del rock argentino por La Nación en 2011 con el 1°, siendo así elegido como el mejor video musical del rock argentino de toda la historia.

## Historia

### Etapa temprana
Luego de finalizada la gira de promoción de Ruido Blanco, en marzo de 1988 la banda se asentó en la sala de ensayos para armar los temas de un nuevo álbum de estudio. Mientras grababan los demos, Ohanian Producciones analizaba contratar un productor artístico. Los apuntados eran Mark Knopfler y Carlos Alomar. Sin embargo, Mark Knopfler no podría estar disponible por 3 meses, y además que el mismo Gustavo deseaba trabajar con el músico puertorriqueño. 
Cerati había conocido a Carlos en una casa de música en Nueva York por pura casualidad, a quien aprovechó de demostrarle su admiración. Luego de este fortuito encuentro, Cerati le manda un paquete con demos originales para el próximo álbum de Soda, y a las pocas horas Alomar responde que no solamente le gustaron los demos, sino que estaba interesado en trabajar con ellos. Por estas razones es que terminó siendo el elegido para esta producción.
Ya desde temprano estaba decidido que el título del álbum iba a ser Doble Vida, que era el que más preferían; aunque también se consideraron otros posibles nombres, como La ciudad de la furia.

### La llegada de Carlos Alomar
Carlos Alomar era uno de los mejores músicos del mercado, había participado durante años junto a David Bowie, y había trabajado junto a Paul McCartney, James Brown, Iggy Pop, y Mick Jagger, entre otros artistas.
El productor ejecutivo Alberto Ohanian estaba maravillado con la idea de Carlos Alomar para crear el álbum; según comentó:

En abril viajé para concretar los detalles de la grabación, y cuando conocí a Alomar me impresionó su conocimiento real de los tiempos de trabajo para hacer un álbum. Era la persona indicada para producir este disco. Durante tres días, preparó en forma minuciosa el esquema de trabajo, que incluía una semana de ensayo y la grabación en tres estudios diferentes.

A principios de junio se llevó a cabo la primera parte de su plan, reunirse en Nueva York y ensayar en Dessau Studios para conseguir las primeras ideas. Luego la segunda parte fue moverse a Sorcerer Sound Studios, lugar donde se grabó el álbum propiamente dicho.
Primero grabaron las bases, tocando todos los músicos juntos, algo que Gustavo Cerati destacó porque hasta entonces no había trabajado así, donde se capturaba la esencia del live o en vivo. Luego agregaron a las bases las melodías: la guitarra de Carlos Alomar, la voz de Gustavo Cerati, una sección de vientos (que acompañaban a David Bowie) y hasta un rap en el tema En el borde cantado por Carlos Alomar. Entonces en la tercera parte del plan, el grupo se dividió, quedándose solamente Gustavo Cerati y Zeta Bosio en Nueva York para realizar el mastering en Masterdisk Studios, mientras que Charly Alberti y Daniel Sais regresaron a Buenos Aires. Una semana más tarde Doble Vida ya estaba terminado.

### Presentación del disco
Mientras aún se producía el mastering, Charly Alberti ya había comenzado prácticamente la promoción, con sesiones de fotos en Remo, obsequios de palillos en Pro-Mark y un reportaje en la revista Modern Drummer.
El 7 de julio Doble Vida fue presentado en el club The Tunnel de Nueva York, el 13 de julio fueron al club Palladium neoyorquino para la fiesta de lanzamiento de MTV Internacional (orientado a la audiencia hispanoparlante), y luego dieron varias entrevistas en radios y programas de televisión; además fueron felicitados por CBS International por haber vendido 1 millón de copias sin haber conquistado ni Estados Unidos, ni Brasil, ni España.
Finalmente el disco fue lanzado el 15 de septiembre, exactamente el mismo día en que fue lanzado el disco Ey! de Fito Paez.
De inmediato comenzaron una gira, con 25 shows en México y 3 shows en Colombia. Entonces regresaron a la Argentina, su primer paso fue presentarse en el programa Badía & Cía el 19 de noviembre donde tocaron 4 temas; luego comenzaron los preparativos para presentarlo en un recital grande, ya que hacía un año y medio que no tocaban en Buenos Aires. Al principio pensaban en cumplir el viejo sueño del recital en la Avenida 9 de Julio, pero se inclinaron por otra opción.
Es así que el 3 de diciembre Soda Stereo presentó el álbum Doble Vida en la cancha de Hockey de Obras Sanitarias ante 25.000 personas. Luego rindieron homenaje a Federico Moura de Virus, recientemente fallecido, tocando Wadu wadu junto a la banda en La Casona de Lanús. Y para coronar un gran año, cerraron el 27 de diciembre el Festival Cinco Años de Democracia que se realizó en Buenos Aires en el cruce de la Avenida del Libertador y la 9 de Julio ante 250.000 personas y junto a Luis Alberto Spinetta, Fito Páez, Los Ratones Paranoicos, Man Ray (banda) y otros.
Le siguió una gira de 30 shows por toda la Argentina, donde asistieron en total 270 mil espectadores.

### Triple Producciones
A comienzos de 1989, Soda Stereo decidió renunciar a Ohanian Producciones y fundar una agencia propia, Triple Producciones, junto a Juan José Cerati (padre de Gustavo) y Daniel Kon, un periodista que los acompañó por México y Colombia. Según Charly Alberti:

El paréntesis de principios de año nos posibilitó tiempo para pensar, porque vivíamos un ritmo muy acelerado.

La primera inversión fuerte de Triple Producciones fue la creación del videoclip para el tema En la ciudad de la furia, el tercer videoclip de la banda. Dirigido por Alfredo Lois y con Félix Monti como director de fotografía, fue filmado en 16 mm en blanco y negro (al igual que la tapa de Doble Vida), con una producción novedosa que apostó fuerte solicitando varios recursos, y fue el primer videoclip moderno del rock en Latinoamérica. Alfredo Lois explicó:

Elegimos «En la ciudad de la furia» porque era el tema que creíamos mejor para perdurar en el tiempo, al estilo de «Cuando pase el temblor». Además, tiene muchas imágenes, lo que permite una historia bien cinematográfica.

Este videoclip fue presentado el 29 de junio de 1989 en la discoteca New York City.

### Cierre de "Doble Vida"
Entre septiembre y diciembre de 1989 Soda Stereo hizo una gran gira con más de 30 shows a través de México, Costa Rica, Guatemala, Honduras, Panamá y Estados Unidos; cerrando el 7 y 8 de diciembre en el Hollywood Palace de Los Ángeles con comentarios elogiosos de la revista Variety.
En enero de 1990, Charly Alberti salió en la tapa de la revista Modern Drummer; y poco tiempo después CBS International le dio a la banda un premio, la Copa CBS, por haber vendido más de 1 millón de copias.
Para cerrar la etapa de Doble Vida, Soda Stereo culminó su gira internacional de vuelta en la Argentina, tocando en el Superdomo de Mar del Plata y luego en la cancha de Vélez Sársfield el 23 de enero dentro del derby Rock Festival, junto a Tears For Fears. Este había sido el regreso a Buenos Aires luego de otro año alejados de la capital, presentándose ante 30.000 personas. Sucedió algo curioso en ese recital (y que habla de una gran organización del público en épocas pre-redes sociales): la mitad del público se fue cuando Soda terminó su show, dejando a los Tears For Fears con un estadio semivacío. La banda se regocijó ante semejante muestra de poder de convocatoria: podían ser más populares que inclusive una banda anglosajona.

## Tapa
Para elegir la tapa del álbum se tomaron una larga serie de fotografías de la banda posando en las calles de Buenos Aires.
La tapa de Doble Vida es inusual debido a que consiste en una fotografía tomada verticalmente (3:4). La foto está tomada en blanco y negro. En ella se ve a los tres miembros de la banda posando sobre distintos planos o ángulos, con similitud a la tapa del álbum debut, Soda Stereo, donde también se presentaba esa idea, aunque esta vez Charly Alberti está al frente en lugar de estar detrás de los demás, y es Gustavo Cerati quien ahora está al fondo.
La foto de la tapa del disco fue tomada en el barrio de Monserrat, Buenos Aires, exactamente en la esquina de Diagonal Sur, Av. Hipólito Yrigoyen y la calle Bolívar, o sea al costado del Cabildo de Buenos Aires. La foto se sacó enfocando en dirección a Bolívar, detrás de los músicos se ve al Hotel NH Buenos Aires City, y otros edificios de la esquina de Bolívar y Alsina.
Completando la tapa del álbum, la fotografía se posa sobre un fondo de color blanco con un nuevo logo de la banda hecho por la artista plástica Tite Barbuzza, y el título "Doble Vida" debajo de la foto, todo en tonos grises.

## Música
La música negra de Estados Unidos, o música afroamericana, es la principal actriz dentro del álbum Doble Vida, con una fuerte influencia en particular del funk, con ritmos envolventes y marcados que invitan al baile. Otros géneros afroamericanos, tales como el soul, disco y R&B, también hacen su presencia en el álbum, y hasta el rap, que recién estaba comenzando a tener presencia en la escena musical estadounidense de los años '80, aparece en el tema En el borde cantado en inglés por Carlos Alomar. Este rap es, quizás, el primer rap adentro de un disco de una banda de rock nacida en Latinoamérica.
Carlos Alomar poseía una rica experiencia trabajando con muchos artistas estadounidenses y británicos en varios estilos musicales, además de mantenerse al tanto de las últimas noticias en el mundo de la música, como el rap; un fenómeno musical, cultural y social que muy pronto estallaría en la cultura mainstream.
Al mismo tiempo, previamente a formar Soda Stereo Gustavo Cerati había tocado soul y disco en una banda llamada Sauvage, algo que a la postre le serviría para Doble Vida y gran parte de su obra.
La mayoría de los temas de Doble Vida ya estaban desarrollados desde hacía rato, según contaba Gustavo en una entrevista en julio de 1990 con la revista de Rock & Pop:

Los diez temas de Canción animal fueron compuestos en un período que va desde agosto del '89 a marzo del '90. O sea que son realmente nuevos, a diferencia de Doble Vida, donde por ejemplo canciones como «Corazón delator», «Languis», «Picnic (en el 4ºB)», «La ciudad de la furia» y hasta el mismo «Día Común - Doble Vida» eran desarrollos finales de bases que veníamos tocando intermitentemente desde -en algunos casos- el primer LP.

Durante la grabación de Doble Vida, Carlos Alomar procuró que se reprodujera la fuerza de las actuaciones en vivo de Soda Stereo, por lo que arregló que Gustavo, Zeta, Charly y Daniel Sais tocaran juntos para armar las bases a las que luego agregarían elementos. Gustavo, quien nunca había trabajado de esta forma, se sintió a gusto. Estas eran sus impresiones sobre el álbum:

El estilo del nuevo disco tiene una mezcla entre el sentimiento de Nada personal y la musicalidad de Signos. Es el regreso de algo más funky y soul, con una temática más terminada y un sonido más cercano al disco en vivo.

Gustavo definió a Doble Vida posteriormente como el disco neoyorquino de Soda Stereo. Además también ha declarado que si no fuera por la mano del productor y de la estadía en aquella especial ciudad, el sonido del álbum hubiese sido más cercano al de Canción Animal. Por otra parte, consideró a «Corazón delator» como una de sus canciones perfectas:

Cuando terminé «Corazón delator» o «El temblor», sí, sentí que había dado con algo que creía que nunca iba a poder mejorar. Era lo máximo dentro de lo que yo podía hacer, considerando que el principal sentido de todo lo que escribo y compongo aspira a producir un disparo de imaginación. Me gusta la canción perfecta no porque sea técnicamente perfecta, sino porque inaugura algo o fue a fondo.

## Recepción
Doble Vida marcó la conquista de Soda Stereo del mercado de Estados Unidos, convirtiéndose en la primera banda de Latinoamérica en conseguirlo. La gira de promoción del álbum reflejó la conquista de todo el continente americano, con 90 shows a través de Estados Unidos, México, Colombia, Argentina, Panamá, Costa Rica, Guatemala y Honduras.
El tema «En la ciudad de la furia» logró el puesto N°48 en las 100 mejores canciones del rock argentino por la revista Rolling Stone Argentina, el puesto 46° en el de las 500 mejores canciones del rock iberoamericano por Al Borde, y su videoclip fue premiado como el mejor de la historia del rock argentino en el "Top Ten de los mejores videoclips del rock argentino" de la Rolling Stone Argentina en 2012.

## Lista de canciones
| Lado A |                             |                        |                                 |          |  |
| N.º    | Título                      | Letras                 | Música                          | Duración |  |
| 1.     | «Pícnic en el 4º B»         | Cerati                 | Cerati · Bosio · Alberti        | 3:43     |  |
| 2.     | «En la ciudad de la furia»  | Cerati                 | Cerati                          | 5:51     |  |
| 3.     | «Lo que sangra (La cúpula)» | Cerati                 | Cerati                          | 4:35     |  |
| 4.     | «En el borde»               | Coleman · Alomar (rap) | Cerati · Bosio                  | 4:45     |  |
| 5.     | «Languis»                   | Cerati                 | Cerati · Bosio · Alberti · Sais | 3:58     |  |
| 22:52  |                             |                        |                                 |          |  |

| Lado B |                             |                  |                  |          |  |
| N.º    | Título                      | Letras           | Música           | Duración |  |
| 6.     | «Día común - Doble vida»    | Cerati           | Cerati · Alberti | 4:41     |  |
| 7.     | «Corazón delator»           | Cerati           | Cerati           | 5:14     |  |
| 8.     | «El ritmo de tus ojos»      | Cerati           | Cerati · Bosio   | 3:58     |  |
| 9.     | «Terapia de amor intensiva» | Cerati · Coleman | Cerati · Alberti | 5:41     |  |
| 19:34  |                             |                  |                  |          |  |

## Canciones descartadas
- «Mundo de quimeras»[12]

## Sencillos
- «En la ciudad de la furia» (1988)
- «Lo que sangra (La cúpula)» (1989)
- «Corazón delator» (1989)

## Videos musicales
- «En la ciudad de la furia» (1989)
- «El ritmo de tus ojos» (2021)
- «Lo que sangra (La cúpula)» (2021)

## Músicos
Soda Stereo
- Gustavo Cerati: voz principal, guitarras y coros.
- Zeta Bosio: bajo y coros.
- Charly Alberti: batería y percusión.

Músicos adicionales
- Carlos Alomar: guitarra principal en «Lo que sangra (La cúpula)», rap en «En el borde», coros y producción.
- Daniel Sais: sintetizadores.
- Lenny Pickett: saxofón tenor.
- Chris Botti: trompeta.
- Alicia "Lisa" Espinosa: coros.